# Kostel svaté Petky (Vratnica)
Kostel svaté Petky (makedonsky: Црква Св. Петка) je kostel ve vesnici Vratnica v Severní Makedonii.
Jedná se o hlavní vesnický kostel, který byl postaven na základech původního středověkého kostela, zasvěcené rovněž Paraskevě Srbské (zvané Petka). Pozůstatky původního kostela jsou dodnes viditelné a jsou registrované jako archeologické naleziště. Současný kostel byl vystavěn ve 20. letech 20. století a byl několikrát terčem loupeží.